# Јоже Ковачич
Јоже Ковачич (Стична, код Гросупља, 24. новембар 1916 — Внајнарји, код Љубљане, 24. мај 1942), учесник Народноослободилачке борбе и народни херој Југославије.

## Биографија
Рођен је 24. новембра 1916. године у Стични код Гросупља. Родитељи су му били земљорадници. Завршио је седам разреда основне школе у Стични као врло добар ученик, али пошто није имао средстава за школовање отишао је у Камник и радио као шегрт у гвожђарској радњи. Много се бавио спортом, био је фудбалер и планинар, а своје образовање је допуњавао радом у културно-просветним друштвима.
У време шегртовања тешко се разболео од туберкулозе и вратио кући. Када се излечио, није могао да нађе посао па је два месеца обилазио Словенију тражећи службу. Извесно време био је заступник фабрике плугова у Лесцама. Иако болестан, био је члан „Сокола“ и бавио се фискултуром. У заосталој средини, под јаким утицајем католичке цркве, чланство у „Соколу“ било је тада синоним напредности. Клерикалци су га једном чак и физички напали.
Непосредно пред рат, био је позван у војску, у ваздухопловство, али је после кратког времена послан кући као стално неспособан. У то време био је члан „Друштва кмечких фантов ин деклет“, које је било легална форма рада комуниста. Јоже Ковачич постао је и раднички повереник за рејон Вишња гора.
После Априслког рата, Јоже је заједно с браћом и друговима самоиницијативно скупљао и скривао оружје и муницију. Ускоро је био примљен у Комунистичку партију Југославије, те је одмах постао и Члан Окружног комитета КП Словеније за Гросупље. Радио је на стварању Освободилне фронте на том подручју и на организацији партизанских чета. Брат Славко му је, због цепања италијанских новчаница на јавном месту, био осуђен на више година затвора.
Крајем октобра 1941. године, потказали су га сарадници непријатеља и војници су га опколили у дућану у Стични. Под капутом је имао више пакета летака илегалне штампе. Одгурнуо је војнике, и док је бежао разбацивао је по улицама летке и новине, иако су гониоци пуцали за њим. Иако болестан, ступио је у Стиску партизанску чету, на брду Кремењк. Кад је, децембра 1941. године, ова чета требало да уђе у састав Другог штајерског батаљона, неки су се борци томе успротивили, јер су хтели да остану у близини својих села. Јоже је тада дао снажну подршку комесару батаљона, Душану Кведеру Томажу, уверавао је колебљиве и на крају се одред укључио у батаљон. После тога учествовао је у борбама код Литије, приликом првог покушаја пробоја у Штајерску.
У зимском логору батаљона, на брду Пуглед код Љубљане, радио је на политичком и војном уздизању бораца и постао водник, а затим командир чете. Као командир чете истакао се у више напада на италијанске моторизоване колоне, нарочито у борби код Медвеђека, где су Италијани претрпели осетне губитке у људству и материјалу. Тада су Италијани за одмазду запалили Ковачичеву кућу. Истакао се и у борбама код Муљаве. Када је, 19. маја 1942. године, Друга група одреда кренула преко италијанско-немачке демаркационе линије да покуша да се, поред Литије, поново пребаци преко Саве и даље за Штајерску, Јоже је био именован за команданта батаљона, али ту дужност никад није примио.
Код села Туји грм, група одреда имала је, 21. маја, жесток сукоб с јаким немачким снагама. Иако рањен, Јоже је и даље командовао четом. Кад је погинуо пушкомитраљезац, прихватио је његов пушкомитраљез и наставио да пуца. Тада је други пут рањен. Кад се група повукла, с намером да се пробије преко демаркационе линије натраг, на италијанско окупационо подручје, другови су га скрили у шипражје код села Внајнарје. Даље нису могли да га носе, јер су их Немци гонили. Обећали су да ће доћи по њега, али како је наредних дана демаркациона линија била блокирана, нису могли да испуне обећање.
Јожета је, 24. маја, нашао дечак који је ловио дивљач. Јоже није могао ни да се покрене, па је замолио дечака да преда његов сат родитељима, да му скине ципелу с десне ноге, да завеже на ножни палац и на ороз пушке врпцу и да се удаљи. Кад је дечак отрчао, Јоже Ковачич се убио.
Одлуком председника Федеративне Народне Републике Југославије Јосипа Броза Тита, 27. новембра 1953. године, проглашен је за народног хероја.